# Mała Roztoka
Mała Roztoka (Roztoka Mała) – potok, prawobrzeżny dopływ Wielkiej Roztoki o długości 7,76 km.
Potok płynie w Beskidzie Sądeckim. Jego źródło znajduje się nieco na północ od przełęczy Żłobki w głównym grzbiecie Pasma Radziejowej, na wysokości ok. 1080 m n.p.m./ Potok płynie stąd w kierunku północno-wschodnim doliną ograniczoną od południowego wschodu grzbietem Wielkiego Rogacza, Niemcowej i Kordowca, natomiast od północnego zachodu – bocznym, odbiegającym z Radziejowej, grzbietem Jaworzyny. Zboczami doliny spływają niewielkie potoki (m.in. Podskalny (Podskalnianka), Żabieniec) zasilające Małą Roztokę na całej długości jej biegu. W miejscowości Roztoka Ryterska (ok. 400 m n.p.m.) uchodzi do Wielkiej Roztoki, która następnie w Rytrze wpada do Popradu.
Wzdłuż potoku prowadzi zielony szlak gminny turystyki pieszej, biegnący z Roztoki Ryterskiej na szczyt Niemcowej. Również dolina, którą płynie nosi nazwę doliny Małej Roztoki. W nazewnictwie ludowym roztoką nazywa się rozwidlenie doliny, miejsce, w którym schodzą się dwa strumienie, a także po prostu dolinę czy wąwóz górski i płynący nim potok. Jest to nazwa pochodzenia słowiańskiego.